# Свита СС

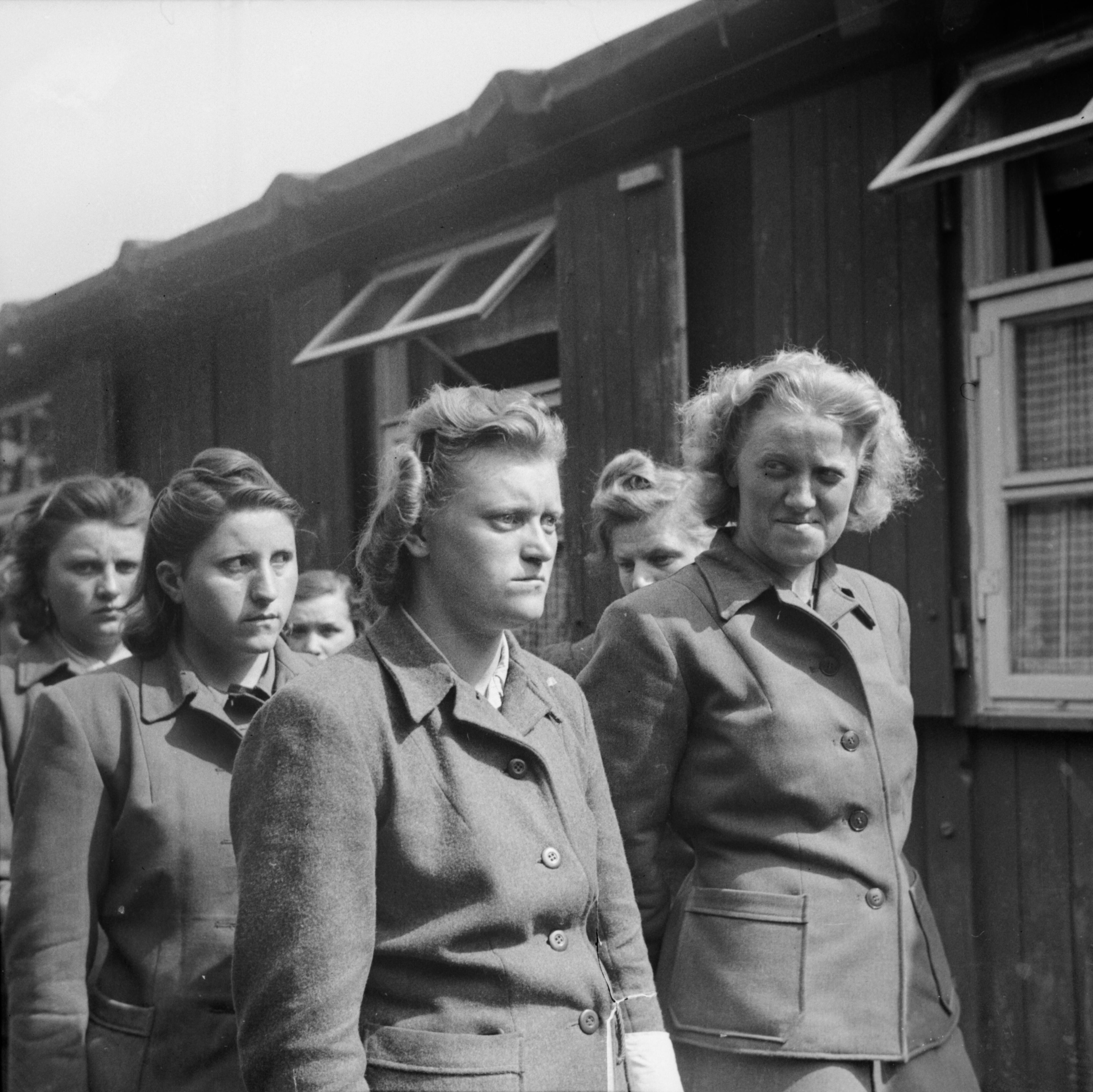
Надзирательницы концлагеря Берген-Бельзен после его освобождения британскими войсками 19 апреля 1945 года, среди них Хильдегард Канбах (первая слева), Герта Боте (вторая слева), Ирене Хашке (в центре, третья справа), Герта Элерт (вторая справа, частично закрыта); ведут, чтобы они приняли участие в погребении умерших узников

Свита СС (нем. SS-Gefolge) — вспомогательный женский персонал СС в нацистской Германии. Женщины не могли быть членами СС. Связистки и штабные помощницы, обслуживавшие в оккупированных областях радио-, телефонные и телетайпные установки, получали в войсках СС и полицейских управлениях разного рода управляющие и вспомогательные должности. Они образовывали наибольшую часть женского вспомогательного персонала СС. Медсёстры, рекрутированные Объединением немецких сестёр Рейха (нем. Reichsbund Deutscher Schwestern), также принадлежали к свите СС. Они получали во фронтовых лазаретах даже при СС и полицейских частях медицинские должности, однако их использовали также в лазаретах концентрационных лагерей. Неясно, принадлежали ли к свите СС женщины-врачи, служившие при СС. Члены свиты СС находились под юрисдикцией СС.

## Свита СС в концентрационных лагерях
Надзирательницы в концлагерях также причислялись к свите СС.
До середины января 1945 года наряду с примерно 37 тысячами мужчин в концентрационных лагерях служило 3500 женщин. Вообще в скудной литературе, посвящённой этой теме, говорится о примерно 10 % женщин среди персонала концлагерей. В концлагере Освенцим с мая 1940 по январь 1945 года вместе с 8000 эсэсовцев-мужчин служили лишь 200 надзирательниц. Вместе с тем с преобразованием концлагеря Лихтенбург в концлагерь для женщин в декабре 1937 года впервые возникла потребность в надзирательницах. Эта потребность возрастала по мере увеличения количества женских концлагерей, таких как Равенсбрюк (1939), женский концлагерь Аушвитц-Биркенау (1942), Маутхаузен (1943) и Берген-Бельзен (1944).
Мужскому личному составу СС доступ в женские лагеря был закрыт, они были заняты только во внешней охране. Комендант лагеря, врачи, а также командиры охраны и рабочей службы могли входить в лагерь, как правило, лишь в сопровождении женского персонала лагеря.

### Старшая надзирательница (Oberaufseherin)
Должность старшей надзирательницы была высшей, которой могла достичь надзирательница из свиты СС в концентрационном лагере.
Она принадлежала к персоналу комендатуры и её должность можно сравнить с начальником подразделения лагерной охраны, хотя формально она была ему подчинена. Её обязанностью было организационное и практическое руководство женским персоналом СС в лагере.
Подчинённый ей женский персонал лагеря обращался к ней с так называемыми сообщениями и старшая надзирательница принимала решение, какое наказание применить к заключённой. Комендант лагеря вмешивался в этот процесс лишь в особых случаях.
Первая надзирательница имела аналогичные функции во внешнем лагере, но была по рангу ниже старшей надзирательницы.

### Начальница рапорта (Rapportführerin)
Начальницы рапорта были подчинены непосредственно старшей надзирательнице и связывали с ней лагерь.

### Начальницы блока (Blockführerinnen)
Начальницы блока выбирались старшей надзирательницей из надзирательниц, повседневно были в лагере и были ответственны за проведение построений, выделение людей в рабочие команды, выбор управляющих блока (отвечающих за отдельные блоки) и исполняющих обязанности заключённых.

### Надзирательница (Aufseherin)
Надзирательницы образовывали последнее звено цепи. Старшая надзирательница формировала из них рабочие колонны, а управляющие блоков давали им задания. Наряду с заданиями по надзору им давались посты на лагерной кухне, в хранилище вещей заключённых и в карцере.

### Начальницы рабочей службы (Arbeitsdienstführerinnen)
Начальницы рабочей службы отвечали за организацию трудового использования заключённых и надзор за ним. Их обязанностью было решать, какие именно заключённые выделяются в конкретные рабочие команды. Начальнице работы были подчинены начальницы команды (Kommandoführerin), которые отвечали за отдельные рабочие команды.

## Фотографии некоторых известных членов свиты СС в концентрационных лагерях

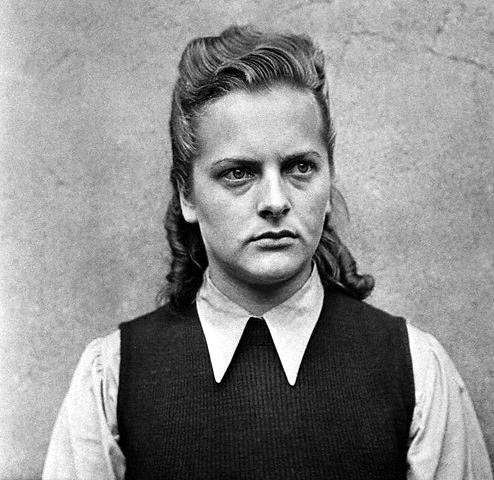
Ирма Грезе август 1945
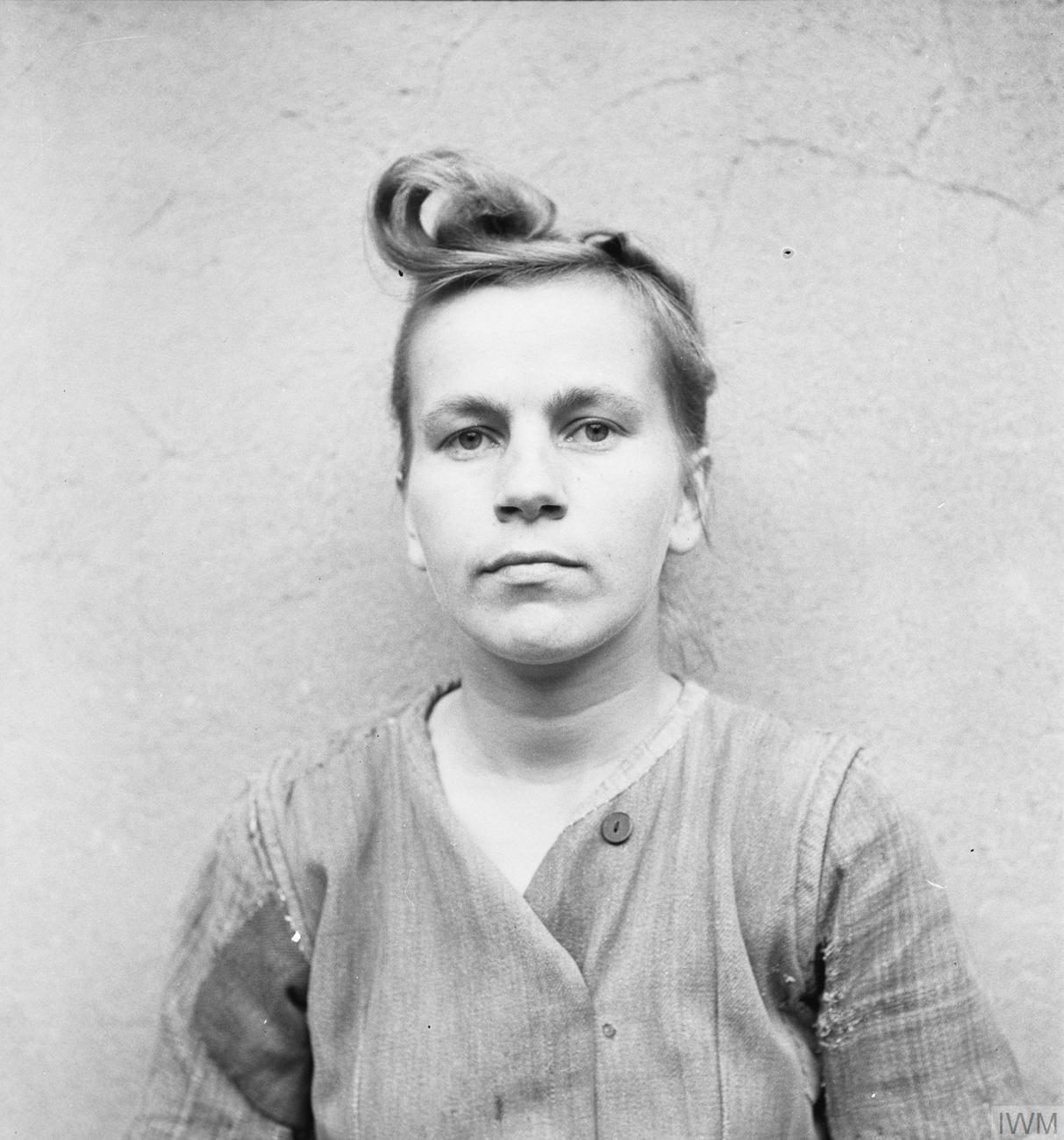
Элизабет Фолькенрат август 1945
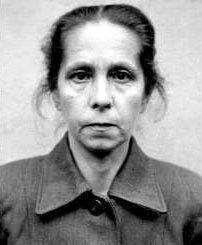
Иоганна Борман август 1945
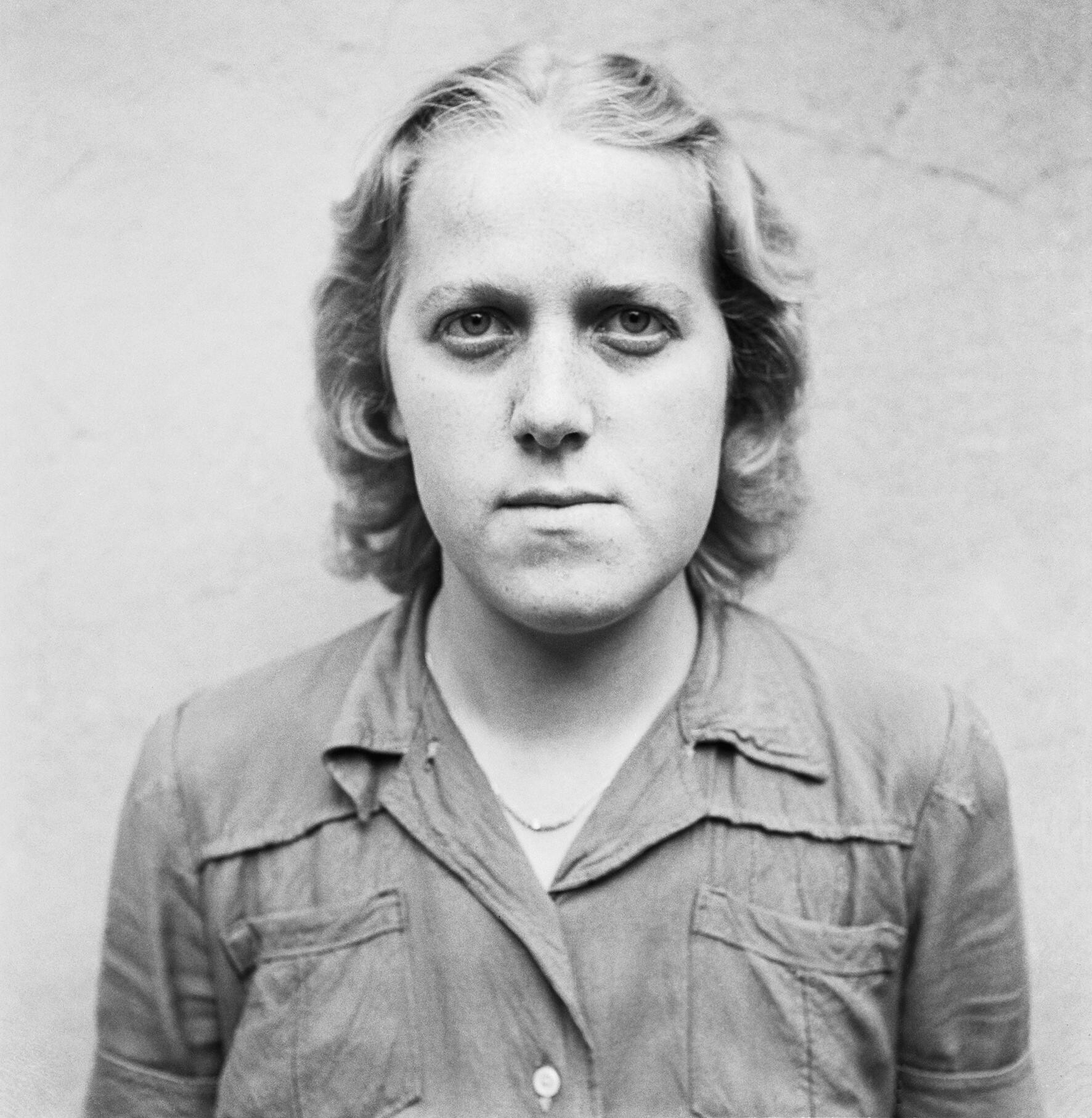
Герта Боте август 1945
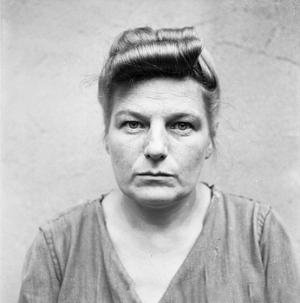
Герта Элерт август 1945

## Набор надзирательниц
Женщины могли добровольно поступить на службу в концентрационный лагерь. Эта возможность использовалась однако лишь частично, хотя вознаграждение было неплохим (оклад 105 рейхсмарок и 35 рейхсмарок за переработку). Предпочтение отдавалось «социально компетентным» или имеющим опыт по уходу женщинам, которые не имели уголовных или административных взысканий. Кроме того, от кандидаток требовалось физическое здоровье, политическая благонадёжность и возраст от 21 до 45 лет. Кандидатки предоставляли полицейскую выписку, биографию, фотографию, справку о здоровье, а также направление ответственной службы занятости.
Будущие надзирательницы получали следующий текст от коменданта лагеря:
На основании того, что Вы желаете получить работу надзирательницы, мы вкратце сообщаем Вам, какие задания Вы должны будете выполнять. В концлагере Равенсбрюк заключены женщины, совершившие какие-либо проступки против народа и изолированные во избежание причинения дальнейшего вреда. За этими женщинами необходим надзор при их работе внутри и снаружи лагеря. Для этой работы Вам не требуется никаких профессиональных знаний, так как речь идёт лишь о наблюдении за заключёнными. Надзирательницы являются служащими Рейха и их труд оплачивается согласно тарифной сетке служащих. [...] Служебная униформа, а также частично нижнее бельё — будет предоставлено Вам бесплатно. При соответствующей склонности и деятельности, имеется возможность получить должность начальницы лагеря в одном из внешних лагерей концлагеря Равенсбрюк.
Служба занятости при вербовке посредством объявлений в газетах и бесед с ищущими работу женщинами называла эту работу «связанной с физическим напряжением лишь условно» и «лёгкой охранной деятельностью». Однако, так как потребность в надзирательницах постоянно росла, уже с 1940 года женщин обязали работать в концентрационных лагерях, а с января 1942 года и ещё больше — посредством «Распоряжения об извещении мужчин и женщин о задачах защиты Рейха». Этими мероприятиями были более других затронуты незамужние безработные женщины. Наконец женщины были принуждены к надзирательской деятельности и в оборонной промышленности, так как дешёвая рабочая сила из концлагерей могла использоваться в оборонной промышленности только в присутствии «обученного» надзирающего персонала. Женщины, ставшие надзирательницами, таким образом, проходили соответствующее обучение и возвращались на своё прежнее рабочее место.

### Обучение, правила поведения и места использования
В общей сложности 3500 женщин прошли государственно финансируемое обучение в качестве надзирательницы с 1942 по 1945 год в женском концлагере Равенсбрюк. Обычно краткое (максимальное — четыре недели) обучение охватывало наряду с общим, также практические и теоретические основы, в связи с управлением лагерем и заключёнными. После успешно законченного обучения женщины проходили трёхмесячный испытательный срок на месте будущей работы, после которого официально становились надзирательницами. Впоследствии их распределяли по концентрационным лагерям, где они выполняли различную работу. Чтобы нарушить личный контакт с заключёнными, последние должны были обращаться к надзирательницам не по имени или фамилии, а только «госпожа надзирательница». Дисциплинарные проступки, такие как кража, панибратство с заключёнными, невнимательность и тому подобное, со стороны надзирательницы могли быть наказуемы арестом, переводом и даже полным увольнением из лагерной службы.

### Экипировка
Надзирательницам предоставлялась экипировка и обмундирование. С 1940 года для надзирательниц была введена форма без эмблем СС, состоявшая из серого костюма и пилотки. Наряду с униформой экипировка включала в себя кожаные сапоги, палки для битья и частично — плети или огнестрельное оружие. Некоторые надзирательницы имели при себе служебных собак.

### Наказания и издевательства
Произвольные издевательства и придирки к заключённым были санкционированы, хоть и сравнительно мягкие. При побегах и нападениях надзирательницы имели право применять оружие. Так называемые дисциплинарные распорядки должны были предотвратить произвол, они предусматривали только при нарушении правил заключёнными нормированные наказания, такие как лишение пищи, стояние часами, перевод в штрафную команду, заключение в карцер и тёмный карцер, а также телесное наказание. Тем не менее, издевательства над заключёнными были в порядке вещей, так, при малейшем проступке или просто по желанию, заключённых травили собаками или пытали.